# 外林省二
外林 省二（そとばやし しょうじ、1954年 - ）は、日本の墨象家、書家。広島県福山市生まれ。本名同じ。
現在、近畿大学附属広島校高等学校・中学校東広島校で書道の非常勤講師をしている。

## 来歴・人物
3歳で書道を始める。小学生の頃はヴァイオリンを習うなど、幼い頃から芸術感覚を磨く環境で育った。
1967年広島県美術展初出品入選（当時最年少）、1972年奎星展に前衛書部初出品で特選（当時最年少）。1973年大東文化大学文学部中国文学科に入学し、宇野雪村の指導を受ける。在学中、毎日書道展初出品で入選（当時最年少）。1977年大東文化大学文学部卒業。
その後も数多くの入賞・入選を重ね、1985年第1回訪中書の研究視察団員に選ばれる（当時最年少）。1993年毎日書道会と奎星会を退会し、書壇と距離を取る。1999年榊莫山の指導を受ける。2001年、省二菴を設立。2016年越前生漉奉書の重要無形文化財保持者（人間国宝）九代目岩野市兵衛氏と共演した。このほか、中国上海への出店やロサンゼルスJAPAN・EXPOといった海外での活動も行っている。

## エピソード
- 青年期には書道を教える傍ら知人のスタジオでカメラマン、呉服や宝石に携わる仕事もしていた。野球、ゴルフ、精通しており、趣味は鈴虫とメダカの飼育。
- 書道は、教員である母と兄の影響で始めた。兄と共に行った書道教室で、筆を使って文字を書くことに興味を持ち、3歳で自分から、筆を持つことを願い出た。
- 師匠である榊莫山が晩年弟子指導をやめると決断した際も、引き続き弟子として出入りすることを許された。また、「倣莫山」を記してよいとして莫山及び令夫人から認められている。
- 組織に属さず独自の世界をつくり続けた師匠榊莫山からの継承表現を元に、独自の表現を追求し続けている。書道の基礎を踏襲しながらも、書道では表現しきれない想いをどう現代アートとして表現するかを模索している。
- 書の本場である中国で活動をしていた時期に、対話から瞬時に文字を操るという技術を体得。画廊との契約など、日本の書を中国に持ち込むという挑戦をし、現在も年に数回ほど中国上海を訪れる。現在の日本における活動にも中国での技が生かされている。
- 墨象家としての顔も持つT-BOLANの森友嵐士は外林省二の弟子。
- 日本一の紙とされる越前和紙職人の中でも唯一の重要無形文化財保持者、いわゆる人間国宝である九代目岩野市兵衛との出会いより書の可能性を見出し、近年では外林省二専用の紙を漉いてもらうなど親交を深めている。